# Liberty Bowl 2022
Match précédent Match suivant
Le Liberty Bowl 2022 est un match de football américain de niveau universitaire joué après la saison régulière de 2022, le 28 décembre 2022 au Simmons Bank Liberty Stadium situé à Memphis dans l'État du Tennessee aux États-Unis. 
Il s'agit de la 64e édition du Liberty Bowl.
Le match met en présence l'équipe des Jayhawks du Kansas issue de la Big 12 Conference et l'équipe des Razorbacks de l'Arkansas issue de la Southeastern Conference.
Il débute vers 15 h 30 locales (23 h 30 en France) et est retransmis à la télévision par ESPN.
Sponsorisé par la société AutoZone (en), le match est officiellement dénommé le 2022 AutoZone Liberty Bowl. 
Arkansas remporte le match dans la 3e prolongation sur le score de 55 à 53 et termine la saison avec un bilan positif de 7-6.
Le quarterback de Liberty, Jaylon Daniels, a établi plusieurs records du bowl dont ceux du plus grand nombre de yards gagnés à la passe par un quarterback (244), du plus grand nombre de passe réussies (37), du plus grand nombre de touchdown inscrits à la passe par un quarterback (5) et du plus grand nombre de touchdowns inscrits au total (6)

## Présentation du match
Il s'agit de la 3e rencontre entre les deux équipes :
| Saison | Date            | Vainqueur | Score  | Compétition                       |
| ------ | --------------- | --------- | ------ | --------------------------------- |
| 1905   | 7 octobre 1905  | Kansas    | 06 - 0 | Saison régulière, joué à Arkansas |
| 1906   | 13 octobre 1906 | Kansas    | 37 - 5 | Saison régulière, joué à Kansas   |

| Équipes                                                                                                   | Couleurs | Conférences | Entraîneurs                    | Stats. saison rég. | Classements avant le bowl | Classements avant le bowl | Classements avant le bowl |
| --- | -------- | ----------- | ------------------------------ | ------------------ | ------------------------- | ------------------------- | ------------------------- |
| Équipes                                                                                                   | Couleurs | Conférences | Entraîneurs                    | Stats. saison rég. | CFP                       | AP                        | Coaches                   |
| Jayhawks du Kansas                                                                                        |          | Big 12      | Lance Leipold (en) (2e saison) | 6 - 6              | NC                        | NC                        | NC                        |
| Razorbacks de l'Arkansas                                                                                  |          | SEC         | Sam Pittman (en) (3e saison)   | 6 - 6              | NC                        | NC                        | NC                        |
| - Arbitre : Matthew Richards (Pac-12) - Équipe donnée favorite par les bookmakers : Arkansas par 3 points |          |             |                                |                    |                           |                           |                           |

### Jayhawks du Kansas
Avec un bilan global en saison régulière de 6 victoires et 6 défaites (3-6 en matchs de conférence), Kansas est éligible et accepte l'invitation pour participer au Liberty Bowl 2022.
Ils terminent 8e/10 de la Big 12 Conference. À l'issue de la saison 2022 (bowl non compris), ils n'apparaissent pas dans les classements CFP, AP et Coaches.
Il s'agit de leur 2e participation au Liberty Bowl et le 13e bowl de leur histoire :
| Saisons | Dates            | Vainqueurs               | Scores  | Finalistes | Bilan     |
| ------- | ---------------- | ------------------------ | ------- | ---------- | --------- |
| 1973    | 17 décembre 1973 | #16 North Carolina State | 31 - 18 | Kansas     | D : 0 - 1 |

| Logo     | Postes                                              | Joueurs                                             | Statistiques                                                      |
| -------- | --------------------------------------------------- | --------------------------------------------------- | ----------------------------------------------------------------- |
|          | Quarterback                                         | Jalon Daniels                                       | 115/175 passes réussies pour 1 470 yards, 13 TDs, 2 interceptions |
| Coureur  | Devin Neal                                          | 171 courses pour 1 061 yards nets gagnés et 10 TDs  |                                                                   |
| Receveur | Luke Grimm                                          | 42 réceptions pour 456 yards et 5 TDs               |                                                                   |
| Effectif | Listing et statistiques du roster 2022 des Jayhawks | Listing et statistiques du roster 2022 des Jayhawks |                                                                   |

### Razorbacks de l'Arkansas
Avec un bilan global en saison régulière de 6 victoires et 6 défaites (3-5 en matchs de conférence), Arkansas est éligible et accepte l'invitation pour participer au  Liberty Bowl 2022.
Ils terminent 5e de la Division West de la Southeastern Conference derrière #17 LSU, #5 Alabama, #19 South Alabama et Ole Miss. À l'issue de la saison 2022 (bowl non compris), ils n'apparaissent pas dans les classements CFP, AP et Coaches.
Plusieurs joueurs des Razorbacks feront l'impasse sur le bowl, le wide receiver Ketron Jackson, le tight end Trey Knoxse et le tackle Isaiah Nichols se sont inscrits sur le portail des transferts de la NCAA, le wide receiver Jadon Haselwood (en) et le linebacker Drew Sanders (en) ne désirent pas se blesser car ils se présentent à la prochaine draft de la NFL et le linebacker Bumper Pool (en) est blessé. L'équipe devra également se passer de son coordinateur défensif, Barry Odom ayant accepté le 6 décembre le poste d'entraîneur principal à UNLV .
Il s'agit de leur 5e participation au Liberty Bowl et le 44e bowl de leur histoire :
| Saisons | Dates            | Vainqueurs  | Scores  | Finalistes    | Bilan     |
| ------- | ---------------- | ----------- | ------- | ------------- | --------- |
| 1984    | 27 décembre 1984 | #16 Auburn  | 21 - 15 | Arkansas      | D : 0 - 1 |
| 1987    | 29 décembre 1987 | #15 Georgia | 20 - 17 | Arkansas      | D : 0 - 2 |
| 2009    | 2 janvier 2010   | Arkansas    | 20 - 17 | East Carolina | V : 1 - 2 |
| 2015    | 2 janvier 2016   | Arkansas    | 45 - 23 | Kansas State  | V : 2 - 2 |

| Logo     | Postes                                                | Joueurs                                               | Statistiques                                                      |
| -------- | ----------------------------------------------------- | ----------------------------------------------------- | ----------------------------------------------------------------- |
|          | Quarterback                                           | K.J. Jefferson                                        | 185/271 passes réussies pour 2 361 yards, 22 TDs, 4 interceptions |
| Coureur  | Raheim Sanders                                        | 219 courses pour 1 426 yards nets gagnés et 12 TDs    |                                                                   |
| Receveur | Matt Landers                                          | 44 réceptions pour 780 yards et 7 TDs                 |                                                                   |
| Effectif | Listing et statistiques du roster 2022 des Razorbacks | Listing et statistiques du roster 2022 des Razorbacks |                                                                   |